# 堀川恭平 (政治家)

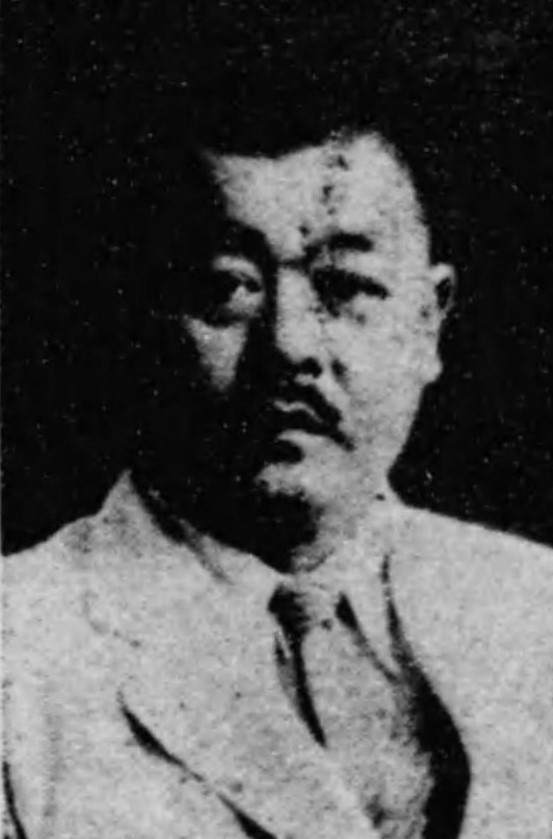
堀川恭平

堀川 恭平（ほりかわ きょうへい、1894年（明治27年）5月17日 - 1970年（昭和45年）9月29日）は、日本の実業家、政治家。衆議院議員。旧姓・佐藤。

## 経歴
岡山県岡山市川崎町（現北区京橋町）で佐藤権次郎の三男として生まれ、堀川宇一郎の養子となった。1917年、早稲田大学政治経済科を卒業。飾磨郡城南村会議員、同村長、姫路市会議員、兵庫県会議員を歴任。また、姫路市警防団長、播州交通 (株) 社長、兵庫県飼料統制 (株) 社長、鹿島建設 (株) 顧問、全国戦災都市連盟常任幹事などを務めた。
1946年4月、第22回衆議院議員総選挙に兵庫県第二区から日本進歩党所属で出馬し当選。その後、第23回、第24回、第26回、第27回（繰上当選）、第28回、第30回、第31回総選挙で7回当選し、衆議院議員を通算八期務めた。この間、法務大臣秘書官、衆議院商業委員長、同厚生委員長、第3次鳩山一郎内閣・建設政務次官、特派大使、衆議院建設委員長、同決算委員長、同懲罰委員長、民主党両院議員総会長、自由民主党全国組織副委員長、同国会対策副委員長、同総務委員長、同近畿圏整備委員長などを歴任した。